# سه‌پایه

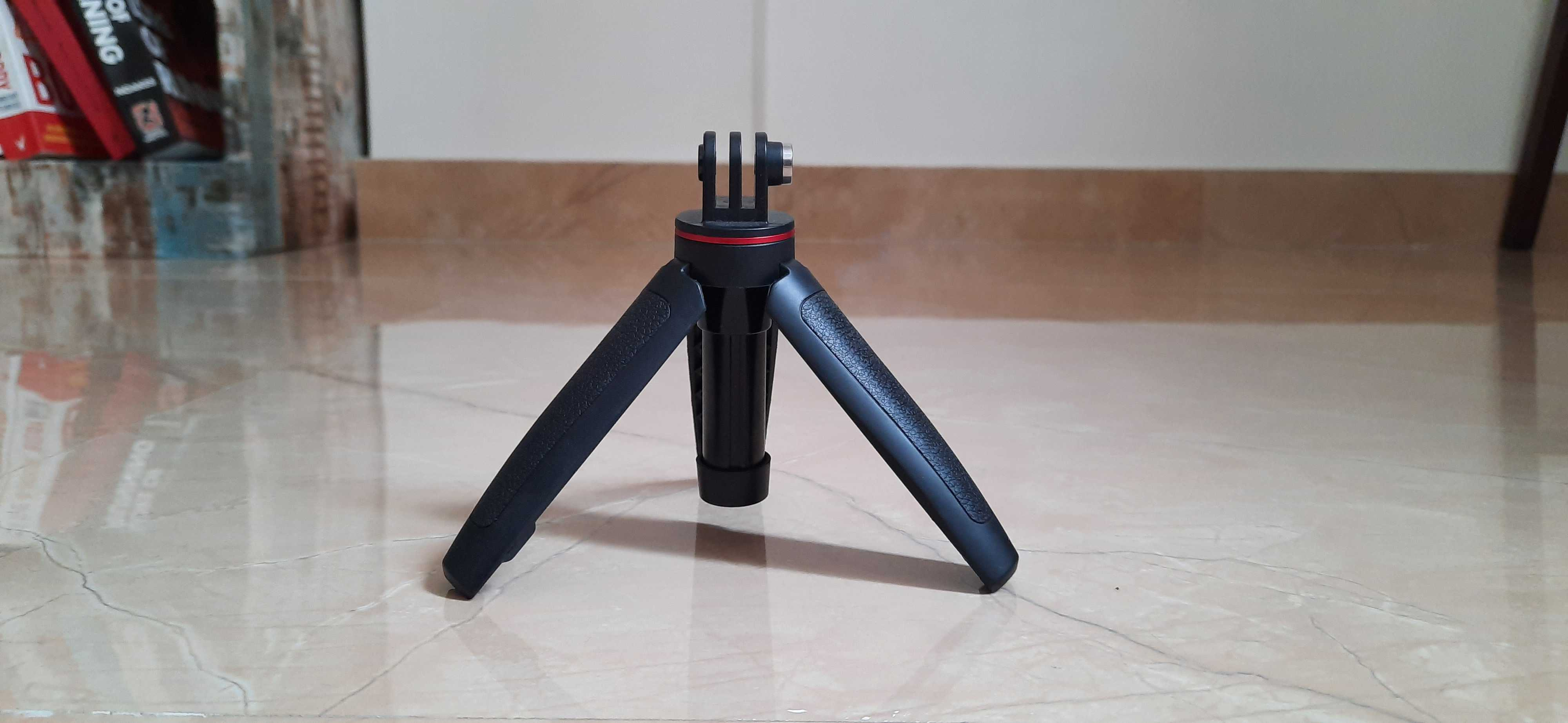
یک سه پایه کوچک برای دوربین‌

سه‌پایه یک پایهٔ قابل حمل با سه عدد پایه است که به عنوان وسیله‌ای برای تحمل وزن و حفظ ایستایی جسمی دیگر (مانند انواع دوربین‌ها) استفاده می‌شود. طراحی مثلثی سه‌پایه، پایداری خوبی در برابر بارهای گرانشی و همچنین نیروهای برشی افقی ایجاد می‌کند و اهرم بهتری برای مقاومت در برابر واژگونی ناشی از نیروهای جانبی با بازکردن پاها از مرکز عمودی به دست می‌آید. به انواع دیگر پایه‌ها با یک، دو و چهار پایه، مونوپاد، دوپایه و چهارپایه (شبیه به میز) گفته می‌شود.